# سنگ آهن

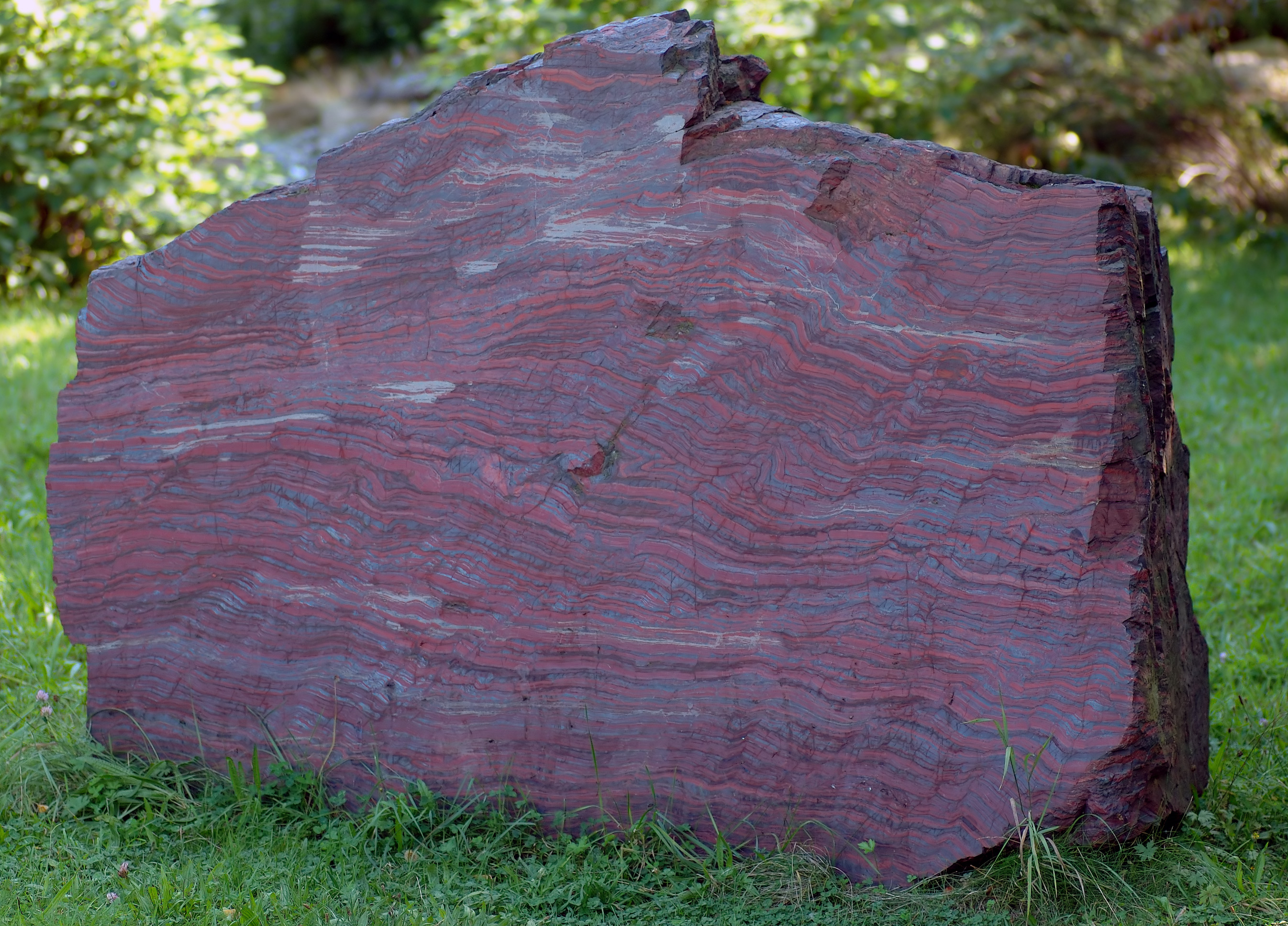
این تخته سنگ ۲۱۰۰ میلیون ساله که از سنگ رسوبی سیاه و رگه‌های آهن درست شده از سنگ‌های معادن موجود در آمریکای شمالی است و در موزهُ ملی زمین‌شناسی و معدن شهر درسدن آلمان نگهداری می‌شود. جرم این سنگ با ابعاد ۳×۲×۱ متر ۸٫۵ تن است.

سنگ آهن (به انگلیسی: Iron ore)سنگی است که ۵ درصد از پوسته زمین را  تشکیل می‌دهد. با استخراج سنگ آهن خام از پوسته زمین و تفکیک ناخالصی‌ها، پودر تیره رنگ نقره ای - قهوه ای آهن به حاصل می‌شود. این عنصر به راحتی اکسیده می‌شود و به تنهایی خیلی محکم نیست و برای افزایش استحکام آن جهت به‌کارگیری در بخش‌هایی چون ساختمان سازی، آلیاژ آن با استفاده از عناصر بسیاری تهیه می‌شود. این عناصر متفاوت هستند و متداول‌ترین آن‌ها نیکل و کروم است.

## موارد مصرف
سنگ آهن، ماده اولیه تولید فولاد است و ۹۸ درصد سنگ آهن استخراج شده در سطح جهان برای تولید فولاد به کار می‌رود. صنایع خودرو سازی و ساخت و ساز، بخش‌های اصلی مصرف‌کننده فولاد هستند و در نتیجه میزان تقاضای فولاد این بخش‌ها بر تقاضا و قیمت سنگ آهن تأثیر گذار است.

## فرایند تولید
برای تولید ۱ تن آهن در یک کوره بلند نیاز به ۷۵/۱ تن سنگ آهن، ۷۵۰ کیلو زغال سنگ و ۲۵۰ کیلو سنگ آهک می‌باشد که ۵/۴ متریک تن هوا نیز مصرف می‌کند. دمای هوا در مرکز کوره به ۱۶۰۰ درجه سانتیگراد می‌رسد. در فرایند تولید روش‌های گوناگونی وجود دارد.

## جایگزین
سنگ آهن جایگزین مستقیمی ندارد ولی مصرف‌کننده اصلی آن، یعنی فولاد جایگزین‌هایی دارد. از جمله رقابت بالایی با فلزهای دیگری چون آلومینیوم دارد که استفاده آن در صنایعی چون خودروسازی رو به افزایش است. همچنین در تولید، کانتینر، پلاستیک و شیشه جایگزین‌هایی برای فولاد هستند. از دید دیگر، فلزهایی چون آلومینیوم برای تولید نیازمند درصد زیادی مصرف برق هستند در نتیجه مصرف فولاد رایج تر است. حجم محدودی از آهن قراضه مجدداً بازیافت می‌شود ولی بازیافت فولاد از هر فلز دیگری بیشتر است. گرچه از بازیافت قراضه، فولاد نیز تولید می‌شود ولی حجم کلی آن در حال حاضر کافی نمی‌باشد.

## تولید
در سال ۲۰۰۹ میلادی تولید سنگ آهن جهان معادل ۱ میلیارد و ۶۹۱ میلیون و ۱۵۰ هزار تن بوده که ۲/۳ درصد نسبت به سال ۲۰۰۸ کاهش داشته‌است. این کاهش در آمریکا و اروپا رخ داده که تولید سنگ آهن آمریکا ۲/۲۸ درصد و اروپا ۴/۱۱ درصد افت داشته‌است.
تولیدکننده اصلی سنگ آهن استرالیا است و پس از آن چین و برزیل قرار دارند. دیگر تولیدکنندگان بزرگ روسیه و آمریکا هستند. سال ۲۰۰۹ کل تولید سنگ آهن استرالیا ۳۹۳ میلیون و ۹۰۰ هزار تن بوده و پس از آن چین با ۳۴۰ میلیون و ۹۰۰ هزار تن در رتبه بعدی قرارداشته است. در هر حال تفاوت موجود میان استرالیا و چین در این است که تولید استرالیا صادر می‌شود در حالی که چین کل تولید خود را مصرف می‌کند. چرا که بزرگترین تولیدکننده فولاد جهان است و یکی از بازارهای اصلی مصرف سنگ آهن را داراست.